# Cascate del Düden

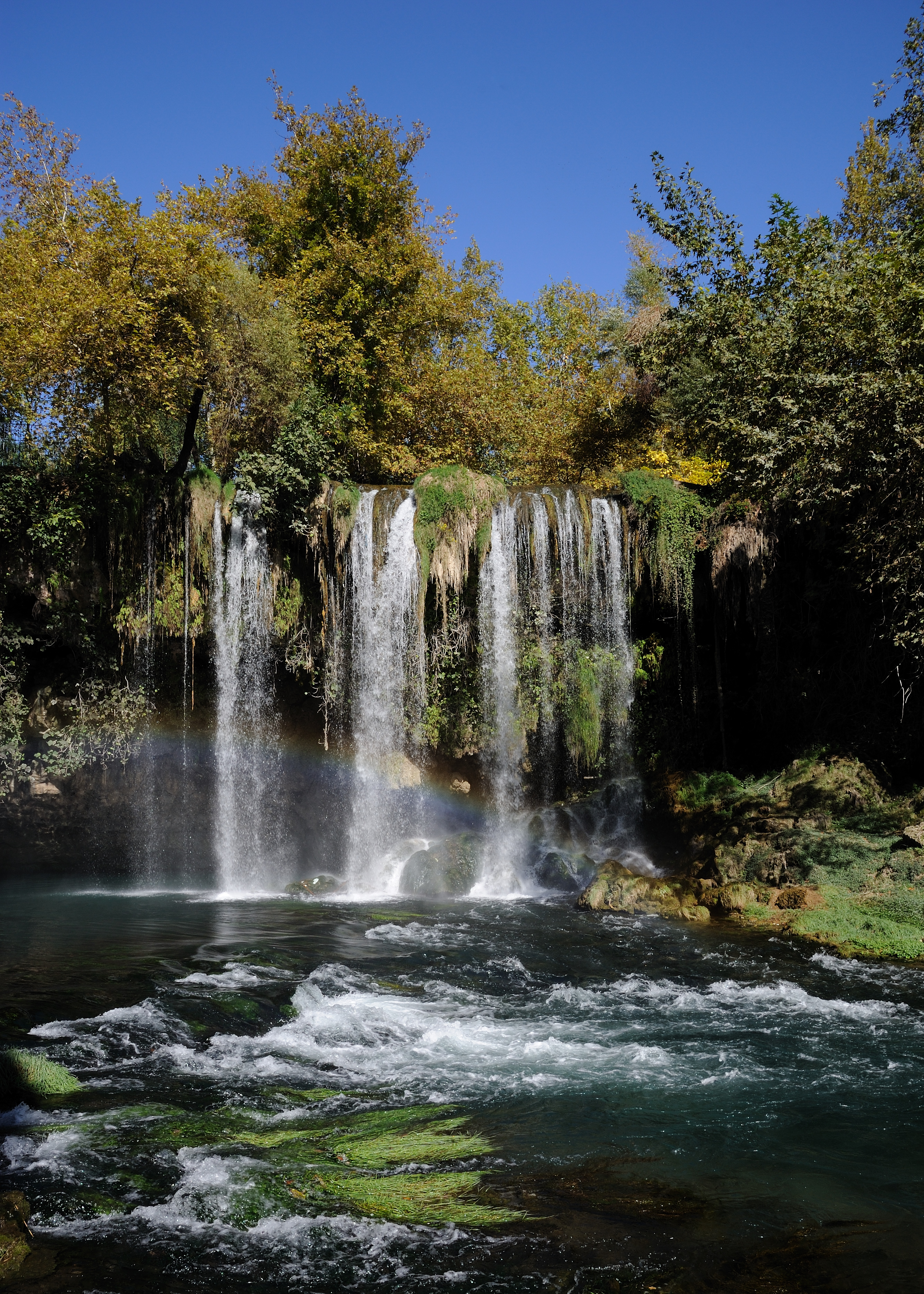
La Cascata Superiore

Le cascate del Düden (in turco: Düden Şelalesi) sono delle cascate situate in prossimità della città turca di Adalia (Antalya) e formate dal corso del fiume Düden. Si distinguono due cascate principali, ovvero la Cascata Superiore (Yukarı Düden Şelalesi) e la Cascata Inferiore (Aşağı Düden Şelalesi).

## Descrizione

### Cascata Superiore
La Cascata Superiore è situata a circa 10–11 km a nord-est di Adalia. Si trova in una depressione carsica all'interno di una foresta rigogliosa e ha un'altezza di 20 metri. Tra i punti d'interesse, figura la cosiddetta "grotta delle streghe".

## Galleria d'immagini

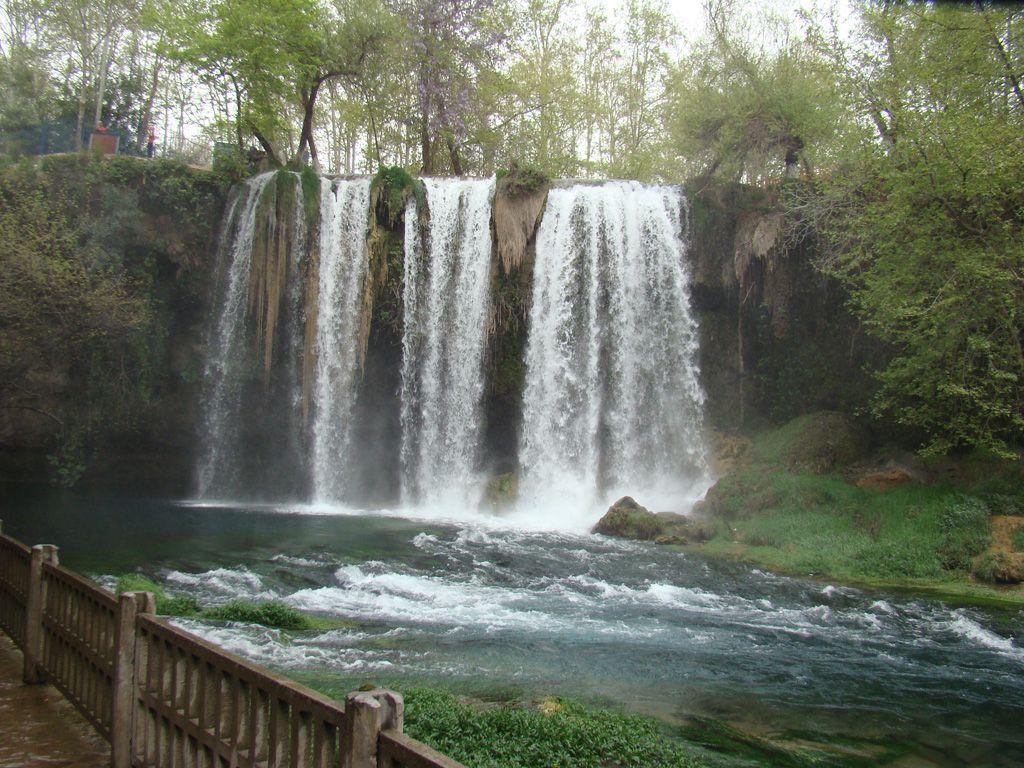
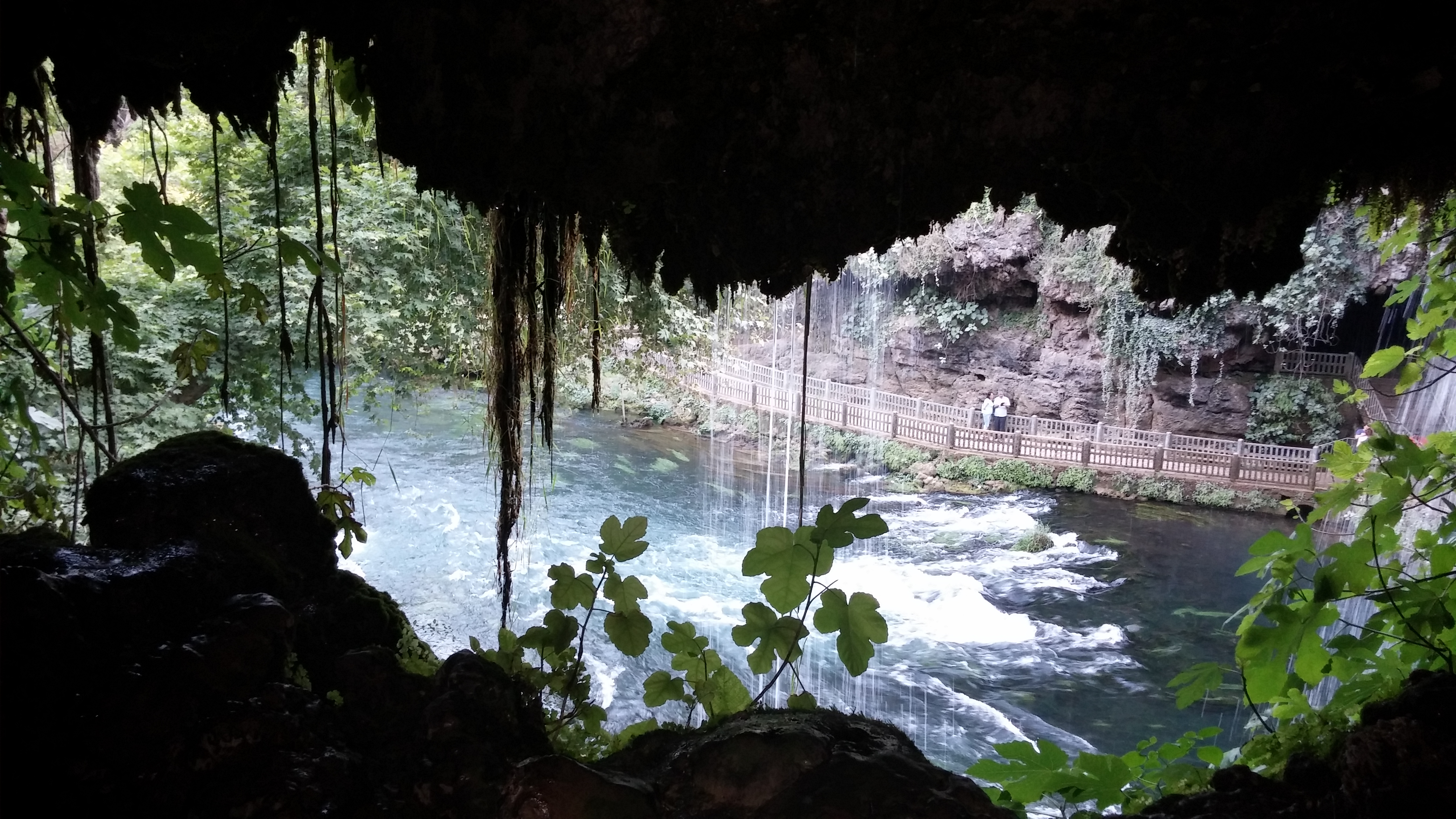
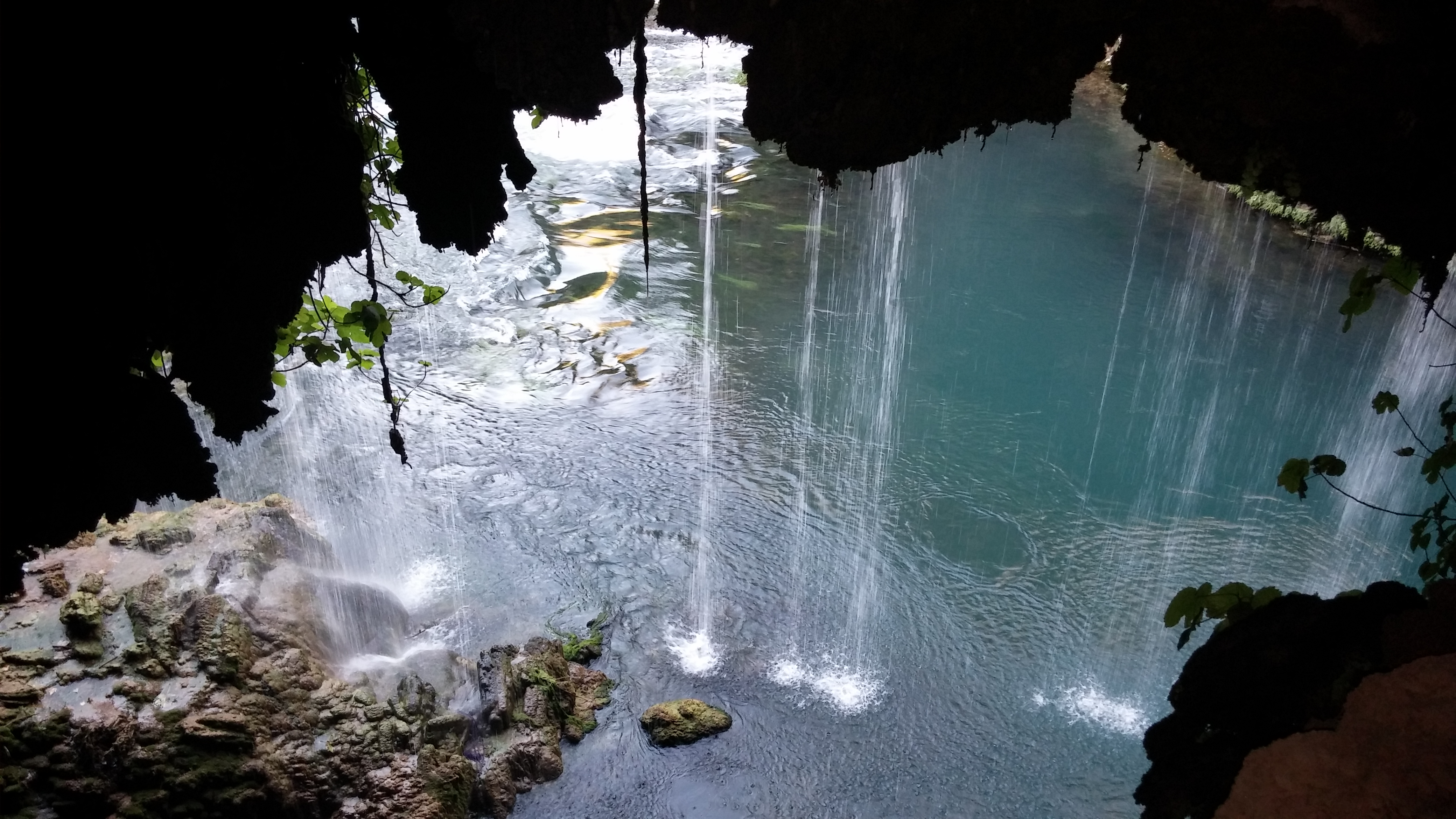
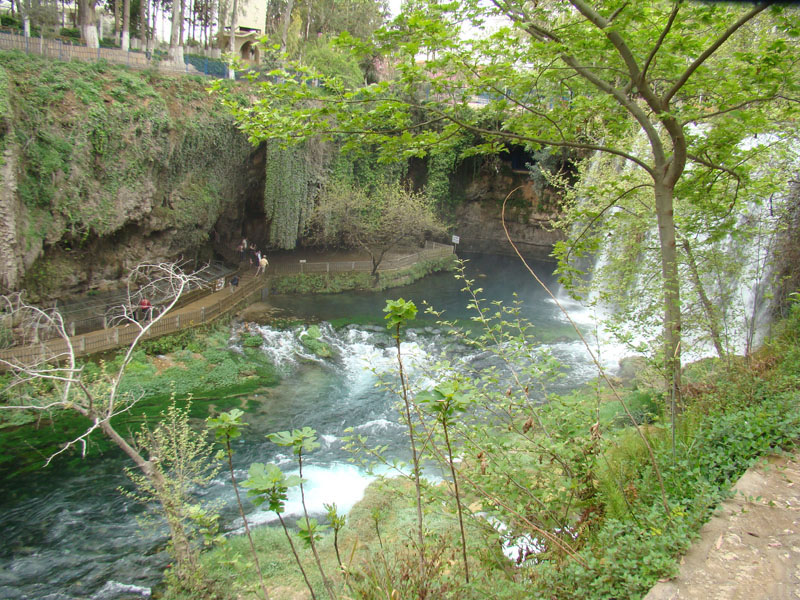
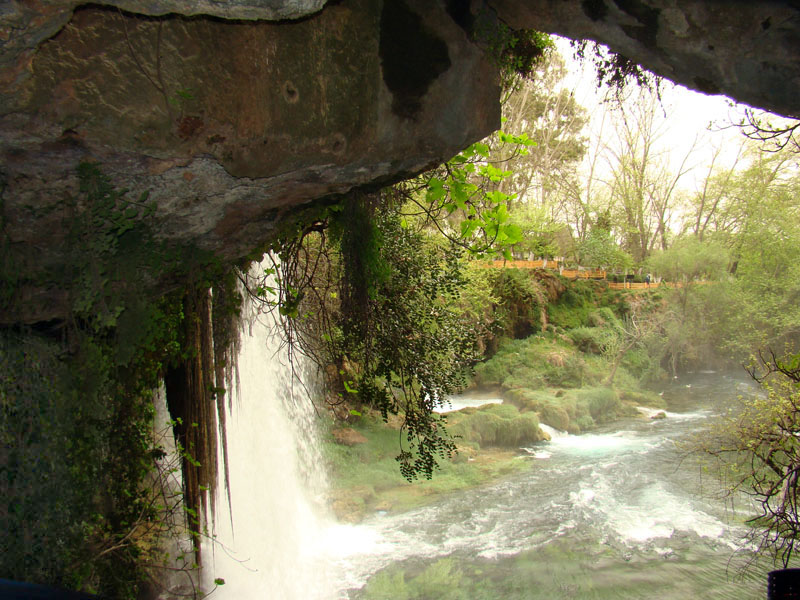
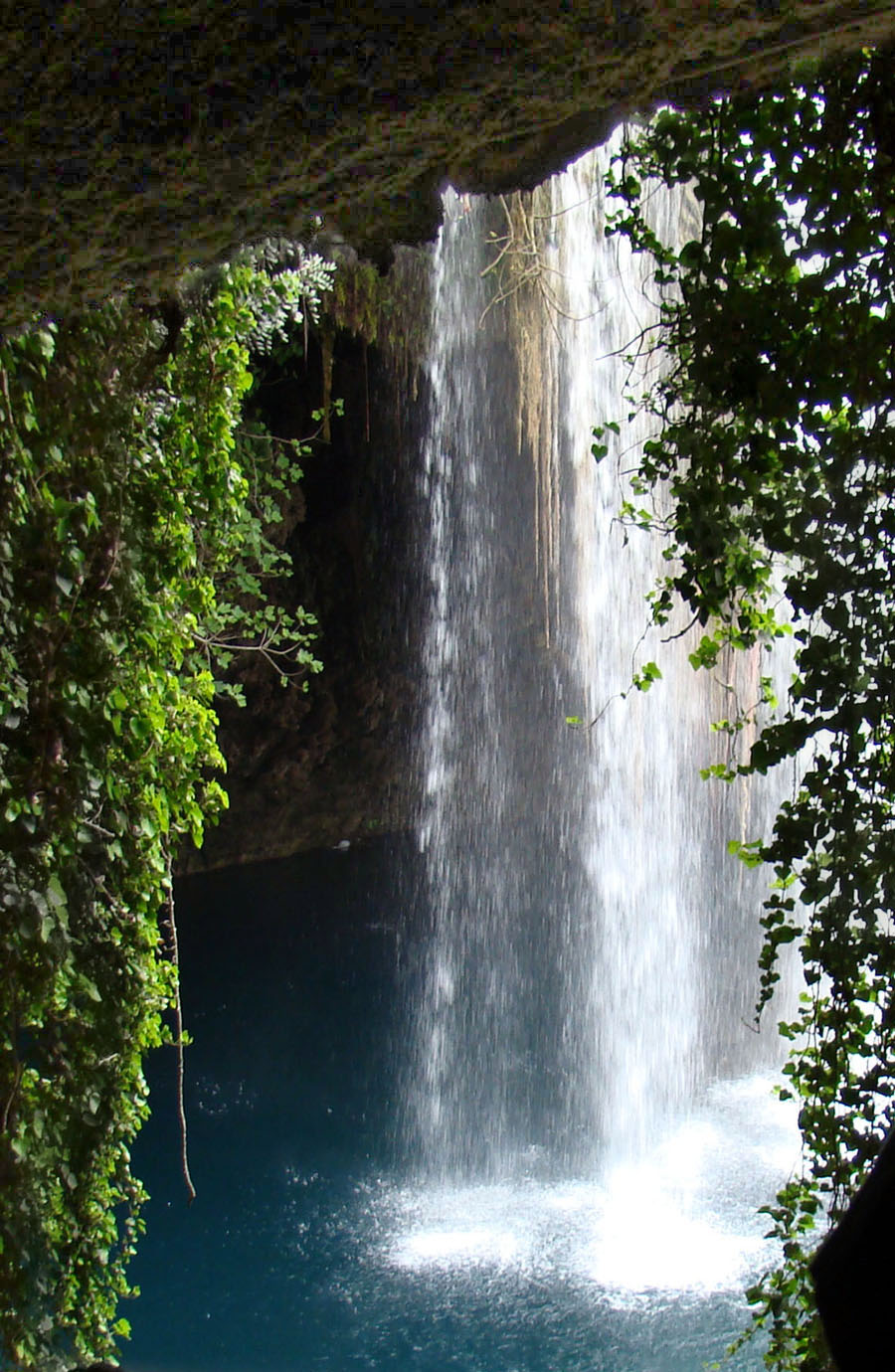
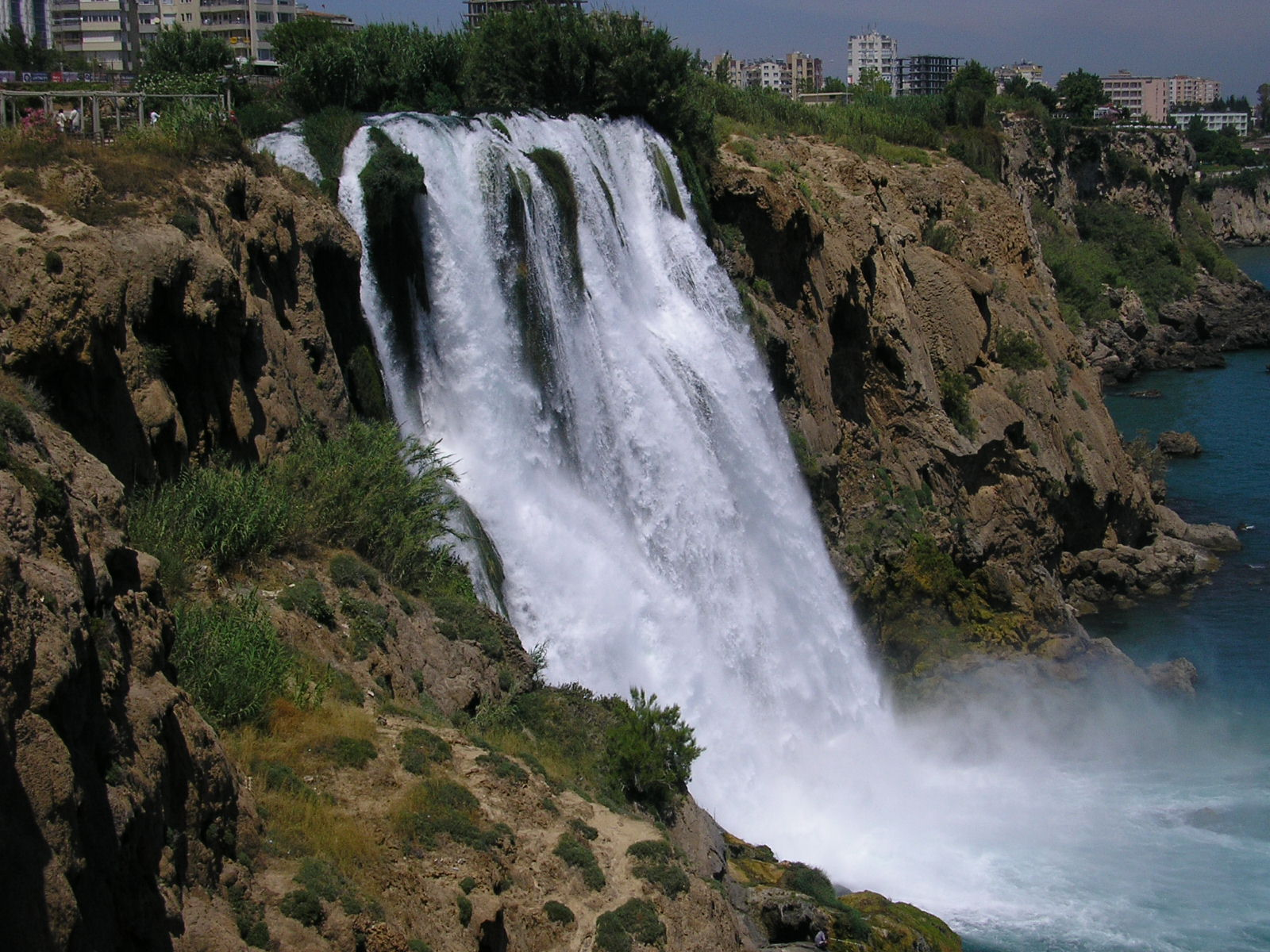
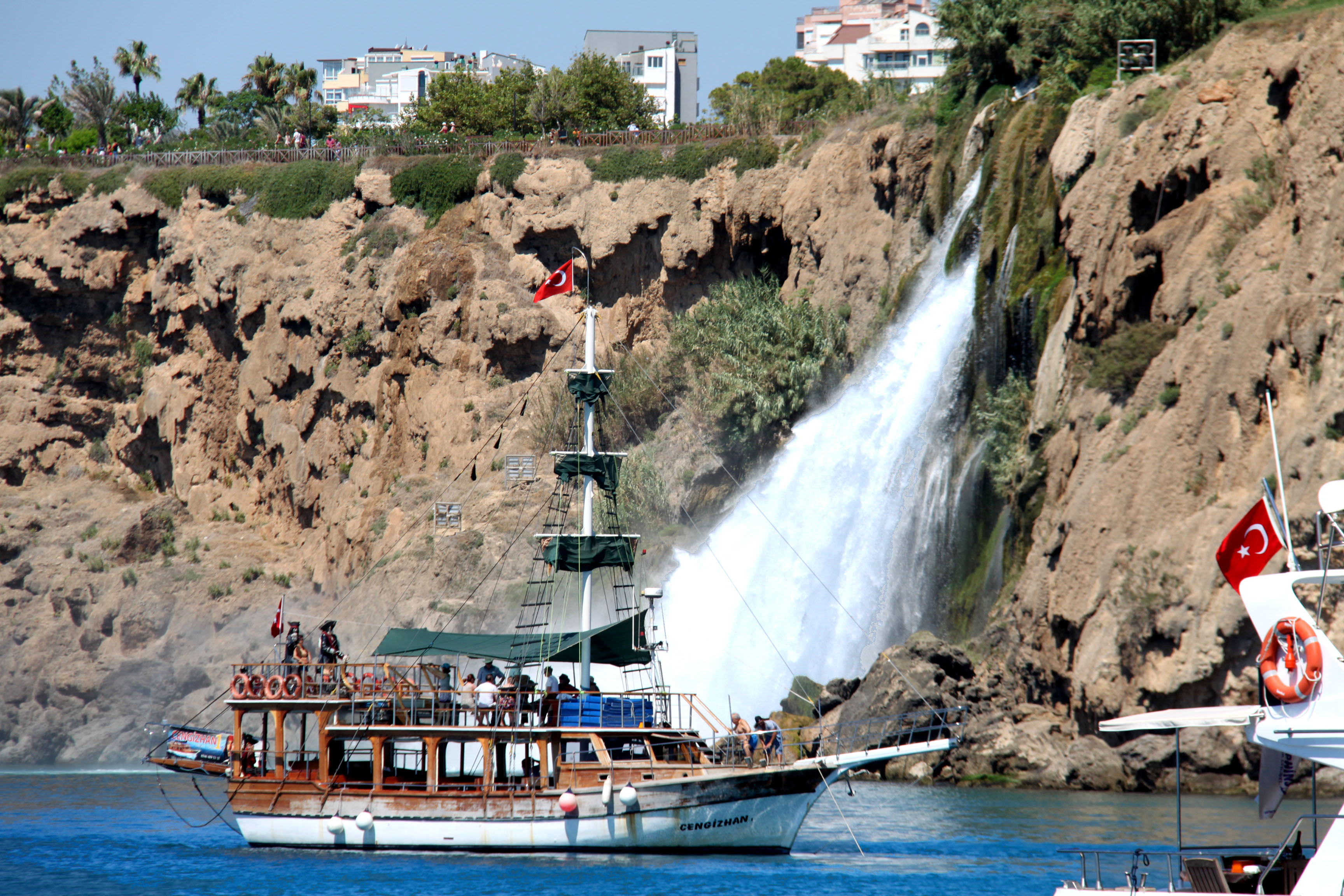

### Cascata Inferiore
A 8 km dalla Cascata Superiore,si trova la Cascata Inferiore che si getta per circa 40 metri da un promontorio sul mar Mediterraneo situato nei pressi della spiaggia di Lara.